# ドラガチェヴォの集い

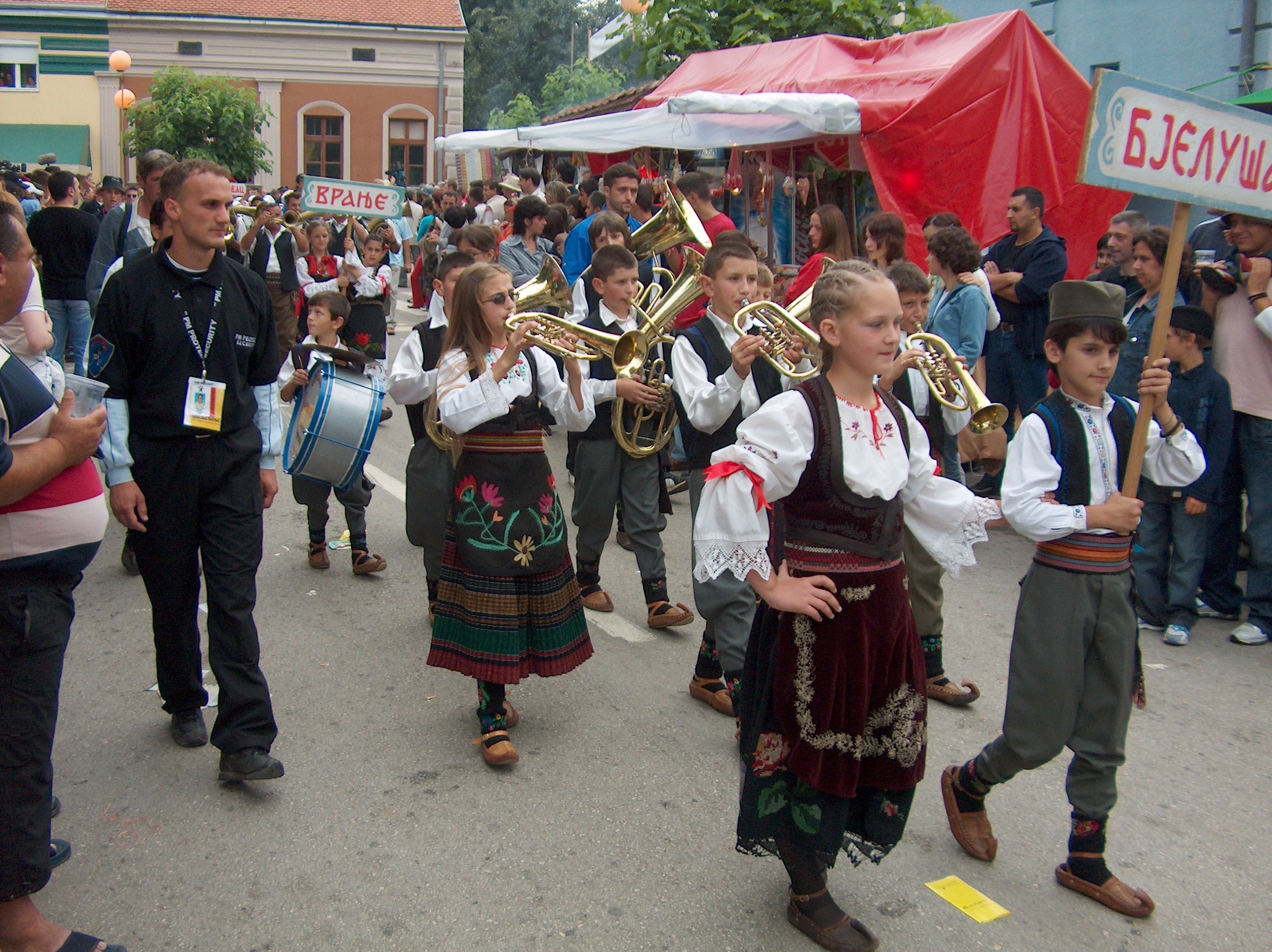
フェスティバルの様子

ドラガチェヴォの集い（セルビア語:Драгачевски сабор / Dragačevski sabor）、またはグチャ・トランペット音楽祭は、セルビア、チャチャク近くの小さな町・グチャで毎年開かれるトランペットの音楽祭である。グチャへはセルビアの首都であるベオグラードからはバスで5時間かかる。
国内外から毎年30万人を超える人々が、人口2千人強のグチャを訪れる。音楽祭に参加できるのはごく限られたバンドのみであり、毎年早くから予選が行われる。グチャの音楽祭は、金曜日の開会コンサート、土曜日の夜の祝賀会、日曜日の審査会の3部に分かれている。金曜日のコンサートは、音楽祭の建物の入り口で行われる。この時、前年の大会で優勝したバンドが3曲演奏し、伝統衣装で着飾った民族舞踏家たちによってコロ（kolo）、オロ（oro）が披露される。

## 歴史
小さな村でしかないグチャは、トランペットの音楽祭で国際的な知名度を得るようになった。このグチャを含むドラガチェヴォ地方のトランペットへの強い愛着は、根付いてからの激変の時代を生き延び、およそ2世紀に及ぶものである。
1831年に大公ミロシュ・オブレノヴィッチ（Miloš Obrenović）が軍楽隊の結成を命じたこと。この時以来、トランペットは木管楽器に代わって町に深く根付くようになった。
トランペットはセルビアではさまざまな場面で愛用される楽器である。場面によって演奏される曲は異なっており、土着の音楽から高速の円舞コロ、行進曲、そしてセルビア南部の特色あるチョチェクなど多岐に及ぶ。洗礼や結婚、スラヴァ、兵士の送別、国家行事や教会行事、収穫祭、死者への告別でもトランペット用いられる。セルビアのトランペット演奏はやがてセルビア国外の人々にも知られるようになり、多くの人々をひきつけてきた。
第1回のドラガチェヴォ・トランペット奏者の集いは1961年10月16日、聖ガウリイル・ミハイル聖堂の庭で開催された。はじめの頃は小規模なものであったが、その規模はしだいに拡大し、それに伴って単にトランペット奏者だけのための音楽祭ではなくなっていった。セルビア国外からも演奏者や観客が集まり、こぢんまりした教会の音楽祭であった集いは大規模な大騒ぎの祭へと変わっていった。

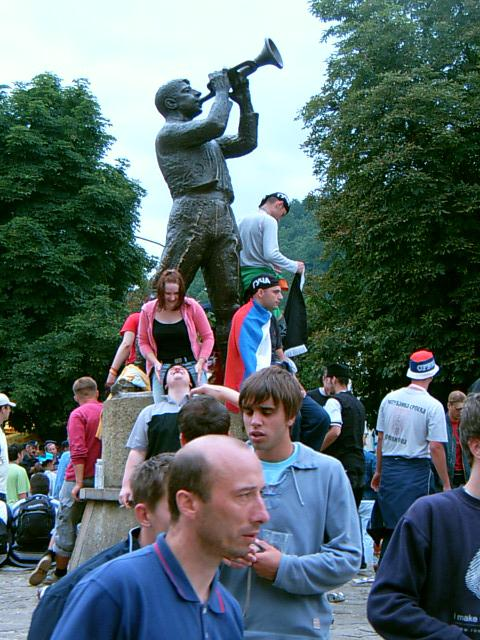
音楽祭を記念するモニュメントと、各地から町に押し寄せた観客たち。

2001年大会では、ボバン・マルコヴィッチ（Boban Marković）は史上初めて、全ての審査員から最高得点が与えられた。観客の中には、ユーゴスラビア王国の皇太子妃カタリナや、セルビアの首相ゾラン・ジンジッチらもいた
2006年大会では、首相のヴォイスラヴ・コシュトニツァがグチャを訪れ、次のように述べている。
| 「 | グチャは今日のセルビアを最も良く表している。グチャは開放的で、自身を信じ、温かいもてなしがあり、パーティと音楽がある。トランペット音楽祭は、良い時代も悪い時代も、我々の活力であり喜びであった。それは人々が原点に立ち返ること、喜び、そして人生の意義を表すものだ。それは我々が何であり、何者であるか、我々の本性を示すものだ。我々はトランペットの音で喜びも悲しみも表現し、我々はトランペットの音と共に生まれ、トランペットの音と共にこの世を去る。グチャはセルビアの宝であり、その価値は我らのセルビアを世界に示すものだ。グチャを理解し愛することのできない者は、セルビアを愛することはできない。もしセルビアが我々の旋律、我々の色彩なくして欧州連合に向かうというのならば、それは我ら自身を失うということだ。 | 」 |

2007年大会では、8月10日にトランペットの楽曲とバルカン民俗音楽で知られるゴラン・ブレゴヴィッチによるコンサートが行われた。